# Бхагаван Госвами
Бхагава́н Да́с(а) Госва́ми (IAST: Bhagavān Dāsa Gosvāmī, англ. Bhagavan Das Goswami; имя при рождении — Уи́льям Э́рлихман, англ. William Ehrlichman; род. 5 июля 1947, Вашингтон, США) — американский кришнаитский гуру и проповедник; ученик Бхактиведанты Свами Прабхупады (1896—1977), бывший духовный лидер Международного общества сознания Кришны (ИСККОН).
Бхагаван был одним из 12 членов изначального состава Руководящего совета ИСККОН (1970—1987), одним из первых 11 гуру ИСККОН (1977—1987) и одним из трёх первых членов правления издательства «Бхактиведанта Бук Траст». В 1970-е—1980-е годы Бхагаван руководил ИСККОН в Великобритании, Франции, странах Бенилюкса, Италии, Испании, Португалии, Израиле, ЮАР и на острове Маврикий.
Бхагаван получил известность как кришнаитский «король-солнце». Он организовывал пышные религиозные фестивали, покупал в Европе дворцы и замки, превращая их в кришнаитские храмы и ашрамы, и привлёк в ряды ИСККОН представителей интеллигенции, состоятельных людей и ряд знаменитостей.

## Биография

### 1947—1969 гг. Ранние годы. Встреча с Прабхупадой и обращение в гаудия-вайшнавизм
Уильям Эрлихман родился 5 июля 1947 года в Вашингтоне, США. В 1969 году, в последний год учёбы на психологическом факультете Университета штата Нью-Йорк в Буффало, Уильям прочёл «Бхагавад-гиту как она есть» — индуистский священный текст в переводе с санскрита и с комментариями основателя Международного общества сознания Кришны (ИСККОН) Бхактиведанты Свами Прабхупады. Заинтересовавшись гаудия-вайшнавизмом, Уильям начал регулярно заниматься медитацией, повторяя мантру «Харе Кришна». Он также начал посещать кришнаитский храм в Нью-Йорке, где встретился с Прабхупадой и принял участие в двух проповеднических программах кришнаитов в университетах, в ходе которых Прабхупада выступил с лекциями.
Во время учёбы в университете Уильям женился на своей сокурснице по имени Инез. 4 июня 1969 года, по приглашению Прабхупады, Уильям и Инез приехали в Нью-Вриндаван, где в тот же день прошли обряд посвящения в ученики и получили санскритские имена: Уильяму Прабхупада дал имя «Бхагаван Даса», а Инез — «Кришна Бхамини Даси». Во время церемонии инициации, Прабхупада прочитал лекцию, в которой сравнил материальный мир и материальное сознание с бушевавшим в те годы гонконгским гриппом. Прабхупада заявил, что для того, чтобы защититься от атак майи, необходимо принять вакцину воспевания мантры «Харе Кришна», дарованную миру основателем движения кришнаитов Чайтаньей (1486—1534).

### 1969—1972 гг. Миссионерская деятельность в США
Окончив университет со степенью бакалавра по психологии, Бхагаван отправился для продолжения учёбы в Университет Уэйна в Детройте. По прибытии в Детройт в июле 1969 года, Бхагаван и его жена Кришна Бхамини арендовали второй этаж двухэтажного особняка и превратили его в первый кришнаитский храм в городе. Для пропаганды нового кришнаитского центра, они развесили по городу большие плакаты, приглашавшие всех желающих на вечерние лекции по бхакти-йоге и на воскресный фестиваль с бесплатным вегетарианским ужином. На первый организованный Бхагаваном воскресный праздник пришло около 30 человек, а к сентябрю количество прихожан возросло до пятидесяти. Бхагаван печатал и раздавал на улицах Детройта визитки с адресом храма и надписью «Повторяй Харе Кришна», а для поддержания храма в обмен на пожертвования распространял официальный журнал ИСККОН Back to Godhead.
Вскоре после прибытия в Детройт, Бхагаван попросил Прабхупаду прислать на помощь ещё одну семейную пару. Идеальными для этой цели Прабхупаде показались Хамсадутта и его жена Химавати, уже имевшие значительный миссионерский опыт. Однако, так как они были заняты проповеднической деятельностью в Калифорнии, Прабхупада послал на помощь Бхагавану Джагадишу и его жену Лакшмимони. В сентябре они совместными усилиями организовали первые проповеднические программы в университетах. Тогда же, в одной из крупнейших детройтских газет была опубликована статья об ИСККОН, а ашрам пополнился первыми двумя новообращёнными кришнаитами.
Желая уделять больше времени проповеднической деятельности, Бхагаван оставил учёбу и отказался от карьеры врача-психиатра. В храм стало приходить много новых людей. Чтобы вместить всех желающих, Бхагаван арендовал также и первый этаж особняка. Раз в неделю он посылал Прабхупаде подробный отчёт о проделанной работе и согласовывал с ним принятие решений. В конце декабря 1969 года Бхагаван провёл несколько дней с Прабхупадой в Бостоне, преподнеся ему в дар издание «Бхагавата-пураны» на санскрите.
В январе 1970 года Бхагаван подключился к работе по публикации книг своего гуру, занявшись переписыванием и редактированием надиктованных Прабхупадой на магнитную ленту материалов. Тогда же Бхагаван отослал Джагадишу и его жену в Торонто, чтобы они помогли открыть там новый храм ИСККОН.
В январе 1970 года на кришнаитов в Детройте был подан судебный иск за нарушение общественного спокойствия. Суд, однако, решил дело в пользу ИСККОН, после чего в одной из детройтских газет вышла статья под заголовком «Религиозная группа выиграла дело в суде». Бхагаван послал Прабхупаде отчёт о случившемся и вырезку из газеты. Прабхупада назвал дело «смехотворным» и распорядился опубликовать статью об этом инциденте в журнале Back to Godhead. В письме от 8 февраля 1970 года он писал Бхагавану:
Ну какие обвинения нам могут предъявить? «Воспевали святые имена Бога на благо всего человечества?» Если человек поёт имя Бога для всеобщего блага, то в чём же мудрый судья может признать его виновным?
В 1970 году количество прихожан и новообращённых кришнаитов в Детройте значительно выросло и Бхагаван нашёл для храма более крупное здание. К концу 1970 года разосланные Бхагаваном кришнаитские миссионеры открыли храмы ИСККОН в Чикаго и Кливленде. В первые месяцы после открытия кришнаитского центра в Кливленде по местному телевидению показали два репортажа о деятельности кришнаитов. Во время своего визита в Детройт в 1971 году, Прабхупада выразил удовлетворение миссионерскими успехами Бхагавана и назвал его «одним из своих лучших учеников».
В декабре 1971 года Бхагаван, Сатсварупа, Йогешвара, Джаядвайта и ряд других кришнаитов приняли участие в The David Susskind Show — популярном ток-шоу Дэвида Сасскинда на телеканале NBC. В ходе передачи Бхагаван заявил, что человек, практикующий духовную жизнь, должен осознавать, что всё принадлежит Богу. Когда Сасскинд поинтересовался, распространяется ли этот принцип также на жён и детей, Бхагаван ответил утвердительно, объяснив, что не только члены семьи телеведущего, но и он сам принадлежит Кришне. Всё принадлежит Богу и никто, Дэвид Сасскинд в том числе, не способен доказать своё право на собственность. Когда речь зашла о вегетарианстве, Бхагаван спросил у Сасскинда, что бы тот выбрал себе на обед, если бы перед ним оказалась тарелка с вегетарианской едой и живая корова. «Я выбрал бы корову», — ответил телеведущий.

### 1970 г. Начало религиозной карьеры в ИСККОН: Руководящий совет и «Бхактиведанта Бук Траст»
Летом 1970 года Прабхупада лично позвонил Бхагавану и пригласил его в Сан-Франциско для обсуждения формирования Руководящего совета ИСККОН, которому Прабхупада хотел передать управленческие функции. В результате, 28 июля 1970 года Бхагаван Даса был назначен Прабхупадой одним из 12 изначальных членов Руководящего совета. На следующий день, 29 июля 1970 года, Прабхупада подписал документ, в котором говорилось об основании «Бхактиведанта Бук Траст» и назначении Бхагавана и других двух старших кришнаитов (Карандхары и Рупануги) членами правления нового издательства.

### 1972—1975 гг. Миссионерская деятельность во Франции
Летом 1972 года Прабхупада назначил Бхагавана лидером ИСККОН во Франции, поручив ему, в частности, взять на себя ответственность за публикацию вайшнавской религиозной литературы на европейских языках. По прибытии во Францию, Бхагаван первым делом напечатал (тиражом в 20 000 экземпляров) брошюру на французском языке, озаглавленную «О воспевании Харе Кришна». Вместе с другими кришнаитами, он устраивал киртаны и распространял на улицах Парижа эту единственную кришнаитскую публикацию на французском языке. Бхагаван также установил в парижском храме статуи божеств Джаганнатхи, Баладевы и Субхадры, которые, по его просьбе, были вырезаны из дерева одним из кришнаитов.
Летом 1973 года Бхагаван приобрёл новое помещение для парижского храма — трёхэтажное здание на Rue Le Sueur 4, неподалёку от Эйфелевой башни. В том же году в Париж приехал Прабхупада и, по просьбе Бхагавана, установил для поклонения в храме божества Радхи-Кришны, дав им имя «Шри Шри Радха-Парижишвара». Новый храм пользовался успехом: на воскресные богослужения приходило более 150 прихожан, а число живших в ашраме кришнаитов перевалило за сотню.
Бхагаван также начал широкомасштабную публикацию вайшнавской религиозной литературы. Он собрал группу переводчиков, которая занялась переводом на французский язык книг Прабхупады и священных вайшнавских текстов с его комментариями. Первой была опубликована маленькая книжка «Лёгкое путешествие на другие планеты», за которой последовали «Entretien a Moscou», «Conscience et Revolution», и, наконец, в 1975 году — «Бхагавад-гита как она есть». Затем были выпущены многотомные переводы «Бхагавата-пураны», «Чайтанья-чаритамриты» и других книг. Одновременно с этим была налажена регулярная публикация на французском языке официального журнала ИСККОН Back to Godhead. К 1974 году по Франции постоянно разъезжало три группы кришнаитских проповедников, распространявших в обмен на денежные пожертвования в среднем по 1000 книг в день.
В 1974 году широкое освящение в СМИ получило обращение в кришнаизм датской фотомодели Анны Шауфус, которая настолько вдохновилась общением с парижскими кришнаитами, и в частности, проповедью Бхагавана, что на пике своей карьеры оставила свою гламурную жизнь ради простой и аскетичной духовной практики в кришнаитских ашрамах во Франции. В ведущих европейских и американских изданиях вышли статьи, рассказывавшие об обращении Шауфус в кришнаизм. Эти публикации, как правило, сопровождались фотографиями фотомодели «до» и «после» обращения.
Бхагаван не преминул использовать обращение Шауфус для проповеди «сознания Кришны». Он напечатал памфлет под названием «Кто они?», который вышел огромными тиражами на французском и итальянском языках. На обложке были изображены Анна, одетая в сари и с тилакой на лбу, в компании молодого единоверца, также одетого в традиционные индийские одежды. Позднее в США вышло англоязычное издание памфлета, сотни тысяч экземпляров которого американские кришнаиты раздали в аэропортах, торговых центрах и на улицах городов.

### 1975—1977 гг. Основание и развитие общины Новый Маяпур

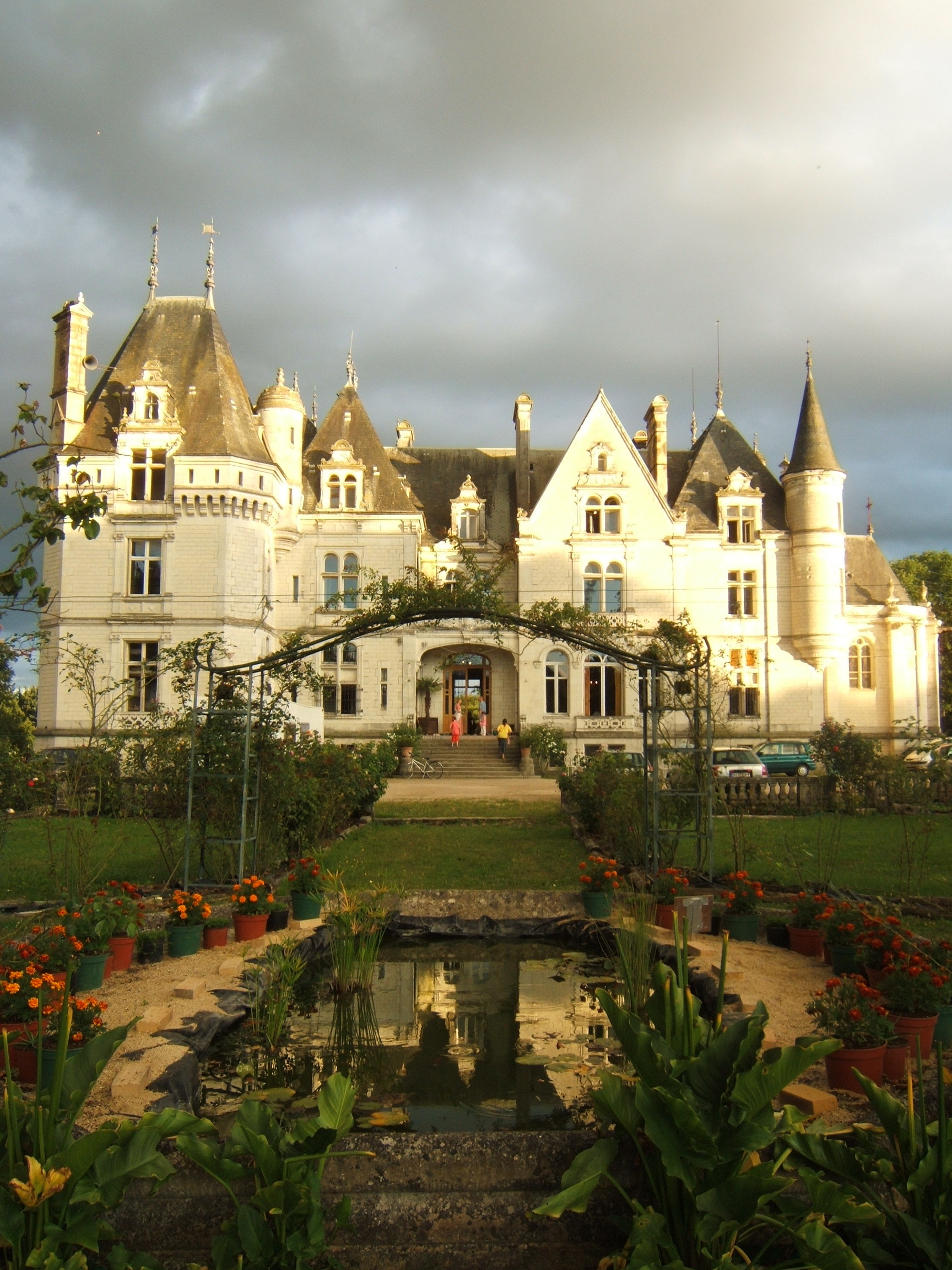
Замок Новый Маяпур

В 1975 году, по инициативе Бхагавана, ИСККОН купил замок в центральной Франции (в коммуне Валансе) с прилегавшими к нему 87 гектарами земельных угодий. Замок был переименован в «Новый Маяпур» и преобразован в сельский ашрам. В том же году Прабхупада лично установил там для поклонения божества Кришны и Баларамы. Новый Маяпур стал штаб-квартирой французского филиала издательства «Бхактиведанта Бук Траст» и крупнейшим центром ИСККОН во Франции, в котором в конце 1970-х — начале 1980-х годов проживало более 150 кришнаитов.

### 1977—1978 гг. Инициирующий гуру и «зональный ачарья». Принятие отречения
В июле 1977 года, за несколько месяцев до своей смерти, Прабхупада поручил Бхагавану и ещё десяти старшим ученикам давать духовные посвящения новым ученикам от своего имени. После смерти Прабхупады 14 ноября 1977 года, Бхагаван и его десять духовных братьев стали инициирующими гуру ИСККОН. Прабхупада не оставил ясных инструкций о том, какую роль должны были играть гуру в ИСККОН. По этой причине, в первые годы после его смерти в ИСККОН господствовало мнение, что Прабхупада избрал 11 своих самых старших и квалифицированных учеников, чтобы те совместно унаследовали его позицию ачарьи. Каждый из 11 гуру одновременно являлся членом Руководящего совета ИСККОН и получил под управление определённую географическую зону, из-за чего эти 11 гуру получили известность как «зональные ачарьи». Внутри своей зоны, зональные ачарьи занимали практически равный Прабхупаде статус. В зону Бхагавана вошли Франция, страны Бенилюкса, Италия, Испания, Португалия и Греция. В 1982 году к его зоне были добавлены Великобритания, ЮАР, Кения и Маврикий. Они достались ему в наследство от Джаятиртхи Свами (другого из 11 гуру), изгнанного из ИСККОН за употребление ЛСД и другие отклонения от духовных принципов.
В 1977 году Прабхупада также назначил Бхагавана лидером ИСККОН в Израиле. Посланная Бхагаваном группа кришнаитских миссионеров основала там храм и начала перевод, публикацию и распространение вайшнавской литературы на иврите.
В августе 1978 года во Вриндаване Бхагаван Даса принял посвящение в санньясу (уклад жизни в отречении в индуизме) от Тамалы Кришны Госвами, получив при этом титул «госвами». Свою жену и троих детей Бхагаван отправил в Даллас, поручив их заботам Тамалы Кришны.

### 1979—1982 гг. Покупка отеля д’Арженсон и усадьбы Жан-Жака Руссо. Кризис в Париже

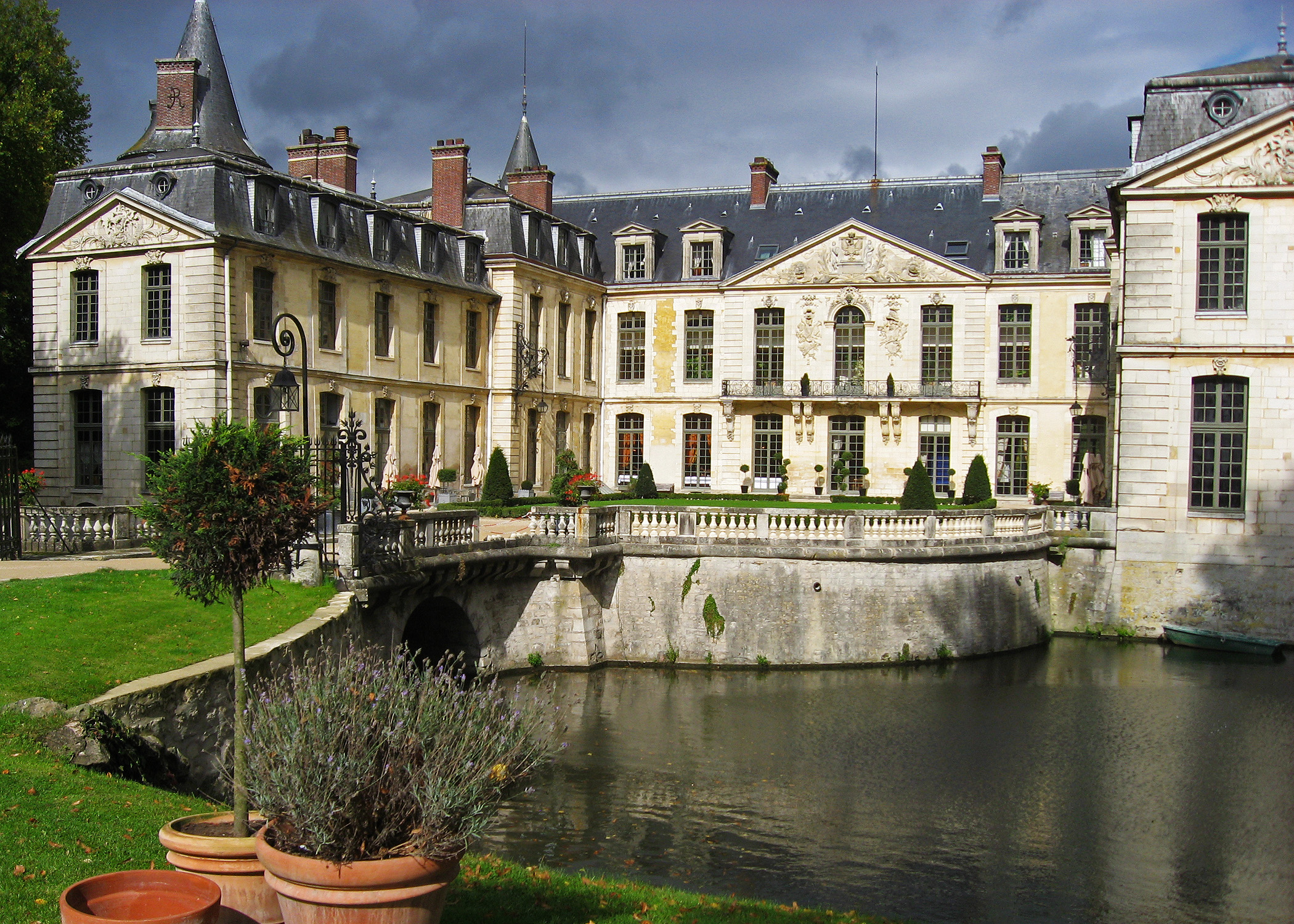
Усадьба Эрменонвиль

В 1979 году Бхагаван принял решение о продаже купленного им в 1973 году парижского храма на Rue Le Sueur. Некоторые из его духовных братьев пытались отговорить его от этого шага, но безуспешно. Взамен, Бхагаван купил более дорогое и престижное здание «Отель д’Арженсон» — исторический памятник начала XVII века в центре Парижа, расположенный в самом сердце элитного квартала Маре. В здании был открыт вегетарианский ресторан и ведический культурный центр, в котором Бхагаван проповедовал сотням приходивших туда гостей.
Превращение исторического памятника французской столицы в кришаитский храм вызвало плохую прессу и протесты соседей, жаловавшихся на шум от кришнаитских богослужений и требовавших изгнания «нежелательных обитателей» из здания. Дело дошло до того, что в 1980 году на повестке дня в Национальном собрании Франции встал вопрос о «проблемах, возникших в результате завладения сектой кришнаитов отелем д’Арженсон». Вопрос был внесён на обсуждение социалистом Аленом Вивьеном, впоследствии ставшим одним из лидеров французского антикультового движения. В результате, власти наложили запрет на публичный доступ и проведение публичных собраний в здании. За причинение неудобств соседям, ИСККОН был оштрафован на сумму, в то время эквивалентную 25 000 долларов США.
В 1981 году Бхагаван купил усадьбу Эрменонвиль в сорока километрах к северу от Парижа и превратил её в штаб-квартиру французского ИСККОН. Здесь нашли прибежище кришнаиты из парижского храма, в котором в 1982 году власти запретили все виды совместной культовой деятельности. Эрменонвиль в XVIII веке служил домом для Жан-Жака Руссо. В 1778 году Руссо провёл здесь последние полтора месяца своей жизни и умер во время одной из прогулок по парку. На территории усадьбы располагается искусственное озеро с островом, на котором был погребён Руссо (в 1794 году его прах был перезахоронен в парижском Пантеоне).
В 1982 году ИСККОН впервые получил от властей Парижа разрешение на проведение Ратха-ятры — праздника, который с тех пор кришнаиты устраивают во французской столице ежегодно.

### 1974—1986 гг. Деятельность на посту лидера ИСККОН в Италии
В 1974 году посланная Бхагаваном в Италию группа кришнаитов открыла храм ИСККОН в Риме, регулярно устраивала уличные киртаны и наладила публикацию на итальянском языке сначала журнала Back to Godhead, а затем и книг Прабхупады. Вскоре был открыт второй итальянский храм ИСККОН, в городе Милане. В 1977 году Бхагаван встретился с папой Павлом VI и преподнёс ему в дар издание «Бхагавад-гиты как она есть» на итальянском языке. К началу 1980-х годов, учениками Бхагавана стали многие представители итальянской интеллигенции: музыканты, артисты и философы.
В 1980 году по инициативе Бхагавана ИСККОН приобрёл историческую виллу XVI века в окрестностях Флоренции, которая была одним из крупных культурных центров эпохи Возрождения. Вилла в своё время принадлежала политическому и социальному реформатору Никколо Макиавелли, который в последние годы своей жизни занимался здесь написанием своего прославленного трактата «Государь». Кришнаиты дали вилле новое название «Вилла-Вриндавана» (в честь Вриндаванa — места, где по преданию провёл своё детство Кришна) и преобразовали её в сельский ашрам. В одном из крыльев здания была открыта кришнаитская радиостанция Radio Krishna Centrale, вещавшая на всю Италию.
В 1981 году в Виареджо была проведена первая в зоне Бхагавана Ратха-ятра, а летом 1983 года Бхагаван организовал в Италии один из крупнейших фестивалей в истории ИСККОН в Европе. На праздник, продолжавшийся восемь дней, собралось более 1000 кришнаитов. В Вилла-Вриндаване прошли пышные торжества по случаю дня рождения Бхагавана. Состоялась торжественная церемония установки статуй божеств Радхи-Кришны, которые получили имя «Шри Шри Радха-Враджасундара». В эти дни Бхагаван также провёл ведическую свадьбу и дал духовное посвящение 150 новым ученикам. Частью фестиваля была третья по счёту Ратха-ятра в Виареджо. Торжественная процессия из трёх огромных колесниц со статуями божеств Джаганнатхи, Баладевы и Субхадры прошла по приморскому бульвару города. Посмотреть на необычное зрелище собралось около 100 тыс. человек. В этот день, кришнаиты бесплатно раздали около 10 тыс. порций освящённой вегетарианской пищи (прасада) и распространили в обмен на денежные пожертвования около 200 тыс. кришнаитских книг и журналов. Ратха-ятра получила широкое освещение в местных и национальных СМИ: газетах, журналах, на радио и телевидении.
В ходе интервью итальянскому национальному радио, Бхагаван указал на тот факт, что правительство в Италии со времени окончания Второй мировой войны сменилось более 40 раз и предложил, чтобы итальянцы передали власть в руки кришнаитов. Бхагаван, в частности, сказал: «Вы уже ставили у власти всех других. Почему-бы вам не предоставить возможность этому движению сознания Бога? Даже если вы дадите нам всего одну неделю, вы почувствуете разницу».
Другим достижением Бхагавана в 1980-е годы стала запись музыкального альбома Timeless Sounds с участием Миланского симфонического оркестра. В альбоме Бхагаван спел ряд санскритских мантр и вайшнавских бенгальских бхаджанов.

### 1975—1986 гг. Миссионерская деятельность в странах Бенилюкса, Испании и Португалии
В 1975 году Бхагаван был назначен Прабхупадой лидером ИСККОН в странах Бенилюкса и начал перевод, публикацию и распространение вайшнавской литературы на голландском языке. В 1978 году был основан первый храм ИСККОН в Бельгии, в городе Антверпене. В 1977 году ИСККОН был официально зарегистрирован в этой стране. В 1979 году, по инициативе Бхагавана, ИСККОН купил Шато де Петит-сомм в Арденских горах. Кришнаиты переименовали шато в «Радхадеш», создали на его базе сельский ашрам и превратили его в штаб-квартиру ИСККОН в странах Бенилюкса.
В 1976 году Бхагаван послал проповедников в Испанию, которые в том же году открыли храм в Барселоне, ставший первым кришнаитским храмом на испанской территории. В 1979 году посланные Бхагаваном миссионеры открыли проповеднические центры ИСККОН в Мадриде и Афинах. В том же году, испанские кришнаиты купили усадьбу в 100 км к северу от Мадрида, ранее принадлежавшую личному медику диктатора Франсиско Франко. Вместе с усадьбой ИСККОН приобрёл участок земли площадью в 306 гектаров. Усадьба называлась Финка де Санта Клара, но была переименована кришнаитами в «Нуэва-Враджамандала» и преобразована в сельский ашрам и храм. В 1982 году в Нуэва-Враджамандале были установлены для поклонения статуи божеств Радхи-Кришны.
В 1981 году был открыт первый кришнаитский храм в Португалии. К середине 1980-х годов в европейской зоне Бхагавана было открыто несколько новых проповеднических центров. Быстрыми темпами продолжалась публикация и распространение вайшнавской литературы. Новые книги Прабхупады были переведены и опубликованы на французском, итальянском, испанском и голландском языках.

### 1982—1986 гг. Деятельность на посту лидера ИСККОН в Великобритании и ЮАР
В 1982 году, один из 11 гуру, Джаятиртха Свами, был смещён с руководящих постов в ИСККОН. Бхагаван Госвами занял его место, вдобавок к южной Европе получив «в наследство» зону Джаятиртхи: Великобританию, ЮАР, Кению и Маврикий. С приходом Бхагавана, в британском ИСККОН на несколько лет наступил период стабильности и доверия. За короткое время, Бхагаван смог оживить энтузиазм британских кришнаитов и в целом улучшить организационную структуру ИСККОН в своей значительно расширившейся зоне. Знавшие его британские кришнаиты характеризовали Бхагавана как «феноменального лидера», способного вдохновлять и «превосходить самые лучшие ожидания».
Многие из учеников Джаятиртхи последовали за своим гуру, что вызвало недостаток персонала для поддержания храмов ИСККОН в Великобритании и финансовые трудности. В частности, не хватало средств на выплату кредита за купленный Джаятиртхой в 1979 году Чайтанья-колледж, который в то время был штаб-квартирой британского ИСККОН. Чтобы спасти ситуацию, Бхагаван организовал годовой «марафон санкиртаны» для сбора денежных средств в поддержку проектов ИСККОН в Великобритании. Бхагаван также перенёс различные департаменты из Чайтанья-колледжа в другие кришнаитские центры. Согласно одному из мнений, Бхагаван децентрализовал Чайтанья-колледж из-за того, что многие из живших там кришнаитов полностью не принимали его как своего лидера.
Одним из основных источников дохода для британских кришнаитов в то время была продажа картин. Из-за растущей конкуренции доходы от торговли через какое-то время значительно упали. К тому же, с целью произвести благоприятное впечатление на клиентов, кришнаиты обзавелись дорогими машинами, на поддержание которых требовалось много средств. Тогда у кого-то возникла идея вместо картин продавать ковры. Торговля не пошла и кришнаиты потеряли на этом много денег. Поддержание Чайтанья-колледжа оказалось слишком накладным для ИСККОН и в июне 1984 года Бхагаван с сожалением был вынужден продать усадьбу. После этого, многие из живших в Чайтанья-колледже кришнаитов перебрались в Бхактиведанта-мэнор, который снова стал штаб-квартирой ИСККОН в Великобритании.
В ЮАР дела Бхагавана шли более успешно. При большой поддержке местной общины индусов в 1985 году в Дурбане ИСККОН завершил строительство самого крупного индуистского храма в Южном полушарии — храма Радхи-Радханатхи. В торжественной церемонии инаугурации вместе с Бхагаваном приняли участие другие лидеры ИСККОН (Бхакти Тиртха Свами и Гирираджа Свами), южноафриканский политический деятель Мангосуту Бутелези и ректор Дурбанского университета С. П. Оливье, ранее лично встречавшийся с Бхактиведантой Свами Прабхупадой.

### 1984—1986 гг. Проповедь британским знаменитостям и фильм «Увещеватели»
В 1984 году «сознание Кришны» начали практиковать актриса Хейли Миллс и певица Энни Леннокс. Тогда же в Кришну уверовал певец Бой Джордж. Когда в 1984 году Леннокс впервые вышла замуж, её избранником оказался немецкий кришнаит по имени Радха Раман. Роман поп-дивы с последователем Кришны вызвал повышенный интерес СМИ. Леннокс рассказывала в интервью, что посещает кришнаитский ашрам Бхактиведанта-мэнор и следует духовным принципам кришнаитов: повторяет мантру «Харе Кришна» на чётках и придерживалась вегетарианской диеты. Миллс, в свою очередь, написала предисловие к кришнаитской кухонной книге, разошедшейся миллионными тиражами. Участницы панк-рок-группы X-Ray Spex Поли Стайрин и Лора Лоджик пошли гораздо дальше: они получили у Бхагавана инициацию и «духовные имена» на санскрите, и прожили несколько лет в ашраме Бхактиведанта-мэнор.
В декабре 1985 года на телеканале «Би-би-си» был показан документальный фильм «Увещеватели» («The Persuaders»), в котором рассказывалось о том, как Бхагаван проповедовал британским знаменитостям и использовал их интерес к кришнаизму в целях пропаганды ИСККОН. Фильм был снят английской фотомоделью Анной Рафаэль, ученицей Бхагавана, известной среди кришнаитов под своим санскритским духовным именем «Ритасья». Главной героиней фильма выступила подруга Ритасьи, певица и актриса Хэйзел О’Коннор, незадолго до того принявшая кришнаитскую веру.
Изначально, идеей Бхагавана было снять пропагандистский фильм, в котором бы рассказывалась история обращения в кришнаизм Хэйзел О’Коннор. Бхагаван сам оплатил расходы по созданию фильма, но не всё пошло по его плану. Ритасья и О’Коннор поссорились со своим гуру и удалились восвояси со снятым материалом. Ритасья завершила работу над фильмом в Национальной школе кино и телевидения, объединив в нём «свою жажду духовности с практикой омывания стоп гуру и институциональным шовинизмом». Фильм получил положительные отзывы кинокритиков из The Times и The Daily Review. Боб Данбар написал в своей рецензии:
Напряжённая искренность кришнаитов вкупе с самодовольным фашизмом их лидера были уморительно ужасающи. Неумолимое настаивание на божественной необходимости полного смирения, требуемое иерархией, в которой отсутствует это качество, привело к появлению неосознанной и почти невероятной самосатиры.

### 1985—1986 гг. Кризис во Франции
К 1984 году покупка Бхагаваном дорогой недвижимости начала привлекать внимание французских властей, взявшихся за расследование коммерческой деятельности ИСККОН. Полиция конфисковала финансовые записи французского ИСККОН и запретила всю «санкиртану», которая в последние годы лидерства Бхагавана из миссионерской деятельности по распространению «Бхагавад-гиты как она есть» и другой вайшнавской литературы превратилась в коммерческую деятельность по продаже аудиокассет, грампластинок, персидских ковров и предметов индийского искусства.
Ещё до начала проблем с законом, французские кришнаиты-диссиденты неоднократно сообщали Руководящему совету ИСККОН об ошибках Бхагавана. Одним из недовольных был бывший сотрудник отдела по связям с общественностью ИСККОН во Франции. В своём письме Руководящему совету он высказал мнение, что купленная Бхагаваном роскошная недвижимость символизировала буржуазные злоупотребления, с которыми так рьяно боролась Французская революция. Руководящий совет не принял эти жалобы во внимание и не предпринял никаких мер для корректировки действий Бхагавана.
В этот период в ИСККОН начало усиливаться движение за реформирование института гуру, начатое президентом храма ИСККОН в Филадельфии Равиндрой Сварупой. Однако, для тех кто не поддерживал реформы, успех ИСККОН продолжал измеряться материальными мерками. Бхагаван активно состязался со своим духовным братом Рамешварой Свами, возглавлявшим ИСККОН и издательство «Бхактиведанта Бук Траст» в США. Рамешвара и Бхагаван постоянно сравнивали тиражи напечатанных книг и результаты их продаж в своих «зонах», а также соревновались в приобретении большего количества известных учеников и последователей. Это было дружеское «духовное» соревнование, в котором Бхагаван явно лидировал вплоть до начала скандала с французскими властями, после которого он стал предметом насемешек со стороны своих критиков в ИСККОН.
Однажды астролог сказал Бхагавану, что у него был гороскоп монарха, из-за чего Бхагаван получил среди кришнаитов прозвище «король-солнце». Нори Мустер (работавшая в то время в американском отделе ИСККОН по связам с общественностью) в своей книге «Предательство духа» вспоминает, как на встрече редакторов официальной кришнаитской газеты ISKCON World Review
Мы осознали, что не можем опубликовать статью под заголовком вроде «Царство короля-солнца лежит в руинах»; нашей задачей было сделать так, чтобы проблемы ушли прочь. По вдохновенному настоянию Мукунды, мы напечатали статью о фестивале в зоне Бхагавана. Вместо того, чтобы упомянуть об опустошительных проблемах с законом во Франции, мы опубликовали фото, на котором был запечатлён кришнаит, танцующий рука об руку с одетым в рясу итальянским монахом... В нашей газете, Рамешвара и Бхагаван всё ещё были королями ИСККОН.
Власти Франции наложили на ИСККОН несколько штрафов, общая сумма которых к 1986 году достигла 6,5 млн долларов (13 млн в современных долларах). Среди французских кришнаитов росло недовольство своим лидером. Всё больше и больше европейских кришнаитов стали выступать в поддержку начатого в США движения за реформирование института гуру. 56 французских кришнаитов-диссидентов подписались под письмом Руководящему совету, в котором подвергалась резкой критике администрация Бхагавана. Однако, сторонников Бхагавана, которых не интересовала политика, было гораздо больше. Поддерживали Бхагавана также и президенты большинства храмов в его «зоне». В ноябре 1985 года и в январе 1986 года состоялось два съезда европейских лидеров ИСККОН, которые поддержали Бхагавана и направили Руководящему совету резолюцию, в которой говорилось о необходимости остановить реформы института гуру в ИСККОН.

### 1986—1987 гг. Уход с руководящих постов в ИСККОН и последствия этого
В сентябре 1986 года обнаружилось, что Бхагаван имел сексуальные отношения с женщиной и тем самым нарушил обет безбрачия, данный при принятии санньясы в 1978 году. 24 сентября, прихватив с собой 30 000 долларов, Бхагаван уехал в Колорадо. В Америке он не воссоединился со своей семьёй (тремя детьми и женой Кришной Бхамини), а женился на своей духовной сестре — ученице Прабхупады, имевшей детей от первого брака.
Из США Бхагаван отправил руководству ИСККОН факс на пяти страницах, в котором объяснил свою ситуацию и объявил о том, что не собирается возвращаться. В частности, Бхагаван писал:
Я буду поддерживать связь с вами, возможно через Тамала Кришну Махараджа, но я прошу вас дать мне время для себя. Так что, пожалуйста, не спешите ко мне с идеями о новом экстренном собрании.  <...> Спасибо за всю вашу беспричинную заботу. <…> Возможно, что когда-нибудь я смогу стать таким, каким вы хотите меня видеть.
В марте 1987 года, на съезде в мировой штаб-квартире ИСККОН в Маяпуре, Руководящий совет удовлетворил просьбу Бхагавана об отставке со всех руководящих постов. За месяц до того Генри Тинк писал о Бхагаване в газете Le Monde: «Он любил за́мки, позолоту, мебель эпохи Людовика XIV, дорогие часы, пышные фестивали, роскошные апартаменты и номера фешенебельных отелей». Однако, французский ИСККОН остался после его ухода «трескающимся по всем швам, перегруженным судебными исками, с неуплаченными налогами и счетами, сумма которых приближается к бесконечности…Маркетинг и духовный гламур: его американский стиль вошёл в конфликт с простыми жизненными принципами великого учителя Прабхупады». В июне 1988 года уход Бхагавана также прокомментировала крупнейшая испанская газета El País:
За этим инцидентом кроется гораздо более глубокая и серьёзная проблема, связанная с ролью, которую до недавнего времени играли гуру. Кришнаиты сейчас переживают новый этап, на котором претендуют избавиться от „культа личности“ и дать своим общинам более широкую автономию.
В 2001 году Мэлори Най писал, что после ухода Бхагавана многие из кришнаитов, получившие у него духовное посвящение, расценили этот шаг как предательство со стороны своего духовного учителя. Значительное число учеников Бхагавана оставило ряды ИСККОН, предпочтя такой исход нелёгкому выбору: продолжать в сложившихся обстоятельствах или выбрать нового духовного учителя, которому можно было бы довериться.
В 2006 году Кеннет Валпи отмечал, что уход Бхагавана был вторым сокрушающим ударом по британскому ИСККОН после ухода в 1982 году гуру Джаятиртхи. По его мнению, больше всего уход Бхагавана затронул бывших учеников Джаятиртхи, принявших Бхагавана в качестве нового гуру. Тем временем, множество других учеников Прабхупады, разочарованных и разозлённых неподобающим поведением своих духовных братьев в руководстве ИСККОН, начали дистанцироваться от организации. Валпи пишет, что «это было болезненное начало длительного, многоуровнего процесса реформ в ИСККОН, с которым оказались тесно связаны вопросы доверия, идентичности, чистоты, аутентичности и духовной квалификации».

### Настоящее время
По данным на начало 2000-х годов Бхагаван жил со своей женой в северной Калифорнии, активно участвуя в дискуссиях об ИСККОН в интернете.